# Rhagoditta bacillata
Rhagoditta bacillata är en spindeldjursart som beskrevs av Roewer 1941. Rhagoditta bacillata ingår i släktet Rhagoditta och familjen Rhagodidae. Inga underarter finns listade i Catalogue of Life.